# مارتنديل (تكساس)
مارتنديل (بالإنجليزية: Martindale, Texas)‏ هي مدينة تقع بولاية تكساس في شمال شرق الولايات المتحدة. تبلغ مساحة هذه المدينة 5.2 (كم²)، وترتفع عن سطح البحر 160 م، بلغ عدد سكانها 953 نسمة في عام 2000 حسب إحصاء مكتب تعداد الولايات المتحدة وتصل الكثافة السكانية فيها 182.4 نسمة/كم2.

## التركيبة السكانية
حدّد مكتب تعداد الولايات المتحدة بيانات التركيبة السكانية لمارتنديل في تعداد الولايات المتحدة. في ما يلي، التركيبة السكانية حسب تعدادي 2000 و2010.

### تعداد عام 2000
بلغ عدد سكان مارتنديل 953 نسمة بحسب تعداد عام 2000، وبلغ عدد الأسر 332 أسرة وعدد العائلات 234 عائلة مقيمة في المدينة. في حين سجلت الكثافة السكانية 175.8 نسمة لكل كيلومتر مربع (455.3/ميل2). وبلغ عدد الوحدات السكنية 363 وحدة بمتوسط كثافة قدره 67 لكل كيلومتر مربع (173.5/ميل2).
وتوزع التركيب العرقي للمدينة بنسبة 58.76% من البيض و3.04% من الأمريكيين الأفارقة و0.31% من الأمريكيين الأصليين و33.79% من الأعراق الأخرى و4.09% من عرقين مختلطين أو أكثر و61.49% من الهسبانيون أو اللاتينيون من أي عرق.
بلغ عدد الأسر 332 أسرة كانت نسبة 38.9% منها لديها أطفال تحت سن الثامنة عشر تعيش معهم، وبلغت نسبة الأزواج القاطنين مع بعضهم البعض 52.7% من أصل المجموع الكلي للأسر، ونسبة 12.3% من الأسر كان لديها معيلات من الإناث دون وجود شريك،  بينما كانت نسبة 5.4% من الأسر لديها معيلون من الذكور دون وجود شريكة وكانت نسبة 29.5% من غير العائلات. تألفت نسبة 24.7% من أصل جميع الأسر من عدة أفراد يعيشون في نفس المنزل ونسبة 6% كانت تتألف من شخص يعيش بمفرده يبلغ من العمر 65 عاماً أو أكثر. وبلغ متوسط حجم الأسرة المعيشية 2.87، أما متوسط حجم العائلات فبلغ 3.49.
بلغ العمر الوسطي للسكان 32.6 عاماً. وكانت نسبة 26.5% من القاطنين تحت سن الثامنة عشر، وكانت نسبة 13.2% بين الثامنة عشر والرابعة والعشرين عاماً، ونسبة 27.4% كانت واقعةً في الفئة العمرية ما بين الخامسة والعشرين والرابعة والأربعين عاماً، ونسبة 21.8% كانت ما بين الخامسة والأربعين والرابعة والستين، ونسبة 11% كانت ضمن فئة الخامسة والستين عاماً فما فوق. يوجد لكل 100 أنثى 99.0 ذكر، ويوجد لكل 100 أنثى في الثامنة عشر من عمرها فما فوق 96.6 ذكر.
بلغ متوسط دخل الأسرة في المدينة 33,882 دولارًا، أما متوسط دخل العائلة فبلغ 37,125 دولارًا. وكان متوسط دخل الذكور 31,094 دولارًا مقابل 20,625 دولارًا للإناث. وسجل دخل الفرد الخاص بالمدينة 13,913 دولارًا. وكانت نسبة 10% من العائلات ونسبة 12% من السكان تحت خط الفقر، وكان من هؤلاء نسبة 11.6% تحت سن الثامنة عشر ونسبة 11.7% في الخامسة والستين من العمر وما فوق.

### تعداد عام 2010
بلغ عدد سكان مارتنديل 1,116 نسمة بحسب تعداد عام 2010، وبلغ عدد الأسر 416 أسرة وعدد العائلات 298 عائلة مقيمة في المدينة. في حين سجلت الكثافة السكانية 205.9 نسمة لكل كيلومتر مربع (533.3/ميل2). وبلغ عدد الوحدات السكنية 462 وحدة بمتوسط كثافة قدره 85.2 لكل كيلومتر مربع (220.7/ميل2).
وتوزع التركيب العرقي للمدينة بنسبة 76.25% من البيض و2.06% من الأمريكيين الأفارقة و0.36% من الأمريكيين الأصليين و0.99% من الأمريكيين ذوي الأصول الآسيوية و17.74% من الأعراق الأخرى و2.60% من عرقين مختلطين أو أكثر و56.45% من الهسبانيون أو اللاتينيون من أي عرق.
بلغ عدد الأسر 416 أسرة كانت نسبة 37.3% منها لديها أطفال تحت سن الثامنة عشر تعيش معهم، وبلغت نسبة الأزواج القاطنين مع بعضهم البعض 53.8% من أصل المجموع الكلي للأسر، ونسبة 13% من الأسر كان لديها معيلات من الإناث دون وجود شريك،  بينما كانت نسبة 4.8% من الأسر لديها معيلون من الذكور دون وجود شريكة وكانت نسبة 28.4% من غير العائلات. تألفت نسبة 24.3% من أصل جميع الأسر من عدة أفراد يعيشون في نفس المنزل ونسبة 7% كانت تتألف من شخص يعيش بمفرده يبلغ من العمر 65 عاماً أو أكثر. وبلغ متوسط حجم الأسرة المعيشية 2.68، أما متوسط حجم العائلات فبلغ 3.22.
بلغ العمر الوسطي للسكان 38.0 عاماً. وكانت نسبة 26.3% من القاطنين تحت سن الثامنة عشر، وكانت نسبة 5.9% بين الثامنة عشر والرابعة والعشرين عاماً، ونسبة 28.1% كانت واقعةً في الفئة العمرية ما بين الخامسة والعشرين والرابعة والأربعين عاماً، ونسبة 27.5% كانت ما بين الخامسة والأربعين والرابعة والستين، ونسبة 12.2% كانت ضمن فئة الخامسة والستين عاماً فما فوق. وتوزع التركيب الجنسي للسكان بنسبة 50.3% ذكور و49.7% إناث.

## أعلام
- تشيك أوتري

## وصلات خارجية
- The US50 - Cities and Towns in Texas State